# Doddie Weir Cup
La Doddie Weir Cup est un trophée qui récompense le vainqueur du match entre l’Écosse et le pays de Galles, notamment lors du Tournoi des Six Nations depuis 2019.
Il a été créé en 2018 comme trophée perpétuel de rugby à XV entre l’Écosse et le pays de Galles, avec notamment comme objectif  de sensibiliser les gens aux maladies neurodégénératives. Doddie Weir, ancien 2e ligne international écossais, souffre d'une maladie de ce genre, la maladie de Charcot, et la coupe a été nommée en son honneur.
Le trophée est actuellement détenu par l'Écosse.

## Conception
La coupe a été commandée conjointement par la SRU et la WRU et conçue par les orfèvres d’Edinburgh silversmiths Hamilton and Inches.
Doddie Weir a dit du trophée que les orfèvres « ont fait un travail absolument fantastique en le fabriquant avec de grandes poignées pour imiter mes grandes oreilles ! ».

## Charité
Avant la création du trophée, Doddie Weir a mis sur pied un organisme de bienfaisance appelé My Name'5 Doddie Foundation pour aider à trouver des traitements contre les maladies neurodégénératives.
Initialement, les deux fédérations de rugby ont été critiquées du fait qu'aucune partie des recettes du match inaugural n'était censée aller à l'association.
Cependant, les deux organisations ont repensé leur démarche et ont ensuite contribué ensemble à une somme de six chiffres pour la charité.

## Historique
Le pays de Galles a remporté la partie 21–10 à Cardiff en novembre 2018, pour le match inaugural organisé hors Six Nations.

## Confrontations
| No | Date            | Lieu                                       | Match           | Score   | Compétition                  |
| -- | --------------- | ------------------------------------------ | --------------- | ------- | ---------------------------- |
| 1  | 3 novembre 2018 | Millennium Stadium, Cardiff Pays de Galles | Galles – Écosse | 21 – 10 | Test match                   |
| 2  | 9 mars 2019     | Murrayfield Stadium, Édimbourg Écosse      | Écosse – Galles | 11 – 18 | Tournoi des Six Nations 2019 |
| 3  | 31 octobre 2020 | Parc y Scarlets, Llanelli Pays de Galles   | Galles – Écosse | 10 – 14 | Tournoi des Six Nations 2020 |
| 4  | 13 février 2021 | Murrayfield Stadium, Édimbourg Écosse      | Écosse – Galles | 24 – 25 | Tournoi des Six Nations 2021 |
| 5  | 12 février 2022 | Millennium Stadium, Cardiff Pays de Galles | Galles – Écosse | 20 – 17 | Tournoi des Six Nations 2022 |
| 6  | 11 février 2023 | Murrayfield Stadium, Édimbourg Écosse      | Écosse – Galles | 35 – 7  | Tournoi des Six Nations 2023 |
| 7  | 3 février 2024  | Millennium Stadium, Cardiff Pays de Galles | Galles – Écosse | 26 – 27 | Tournoi des Six Nations 2024 |
| 8  | 8 mars 2025     | Millennium Stadium, Cardiff Pays de Galles | Écosse – Galles | 35 – 29 | Tournoi des Six Nations 2025 |

## Records
- Plus longue série de victoires : 2 victoires (Galles de 2018 à 2019)
- Plus grande marge : 28 points (2023 : Écosse 35-7 Galles)
- Plus petite marge : 1 point (2021 : Écosse 24-25 Galles)
- Plus gros total marqué : 49 points (2018 : Écosse 24-25 Galles)
- Plus petit total marqué : 24 points (2020 : Galles 10-14 Écosse)